# 文学座
文学座（ぶんがくざ）は、日本の劇団。劇団代表は鵜山仁。「株式会社文学座」が運営している。日本芸能マネージメント事業者協会会員。

## 略歴
- 1937年9月6日：岸田國士、久保田万太郎、岩田豊雄（獅子文六）の発起にて旧築地座系の新劇人に呼び掛けて結成[1]。旧築地座設立者の友田恭助・田村秋子夫妻を中心とした劇団として構想されたが、友田はすぐに日中戦争に召集され10月6日に戦没した。
- 東宝の後援により[2]、田村秋子を主役とした旗揚興行を予定していたが、田村が「見世物」となることを拒否して、11月19日に上演中止に。
- 1938年3月25日：第一回公演、上演作は「みごとな女」、「我が家の平和」、「クノック」の3本。俳優としては徳川夢声、中村伸郎、森雅之、杉村春子らが参加しており、演出家にのちの久生十蘭（本名の阿部正雄で参加）、舞台監督には戌井市郎がいた[3]。
- 1938年：研究所開所。
- 1940年：森本薫入座、「富島松五郎伝」「怒濤」「女の一生」などを書き下ろす。
- 1947年：フランス演劇研究会発足。
- 1949年：巣鴨に附属演劇研究所開校。「アトリエ公演」始まる。芥川比呂志、加藤道夫、長岡輝子、加藤治子らの「麦の会」が合流。
- 1950年：信濃町にアトリエ落成、以降アトリエ公演はアトリエにて上演。座歌制定（作詞・岸田國士、作曲・早坂文雄）
- 1961年：文学座附属演劇研究所開設（現在の研究所）。
- 1963年1月：芥川比呂志、高橋昌也、加藤和夫、高木均、仲谷昇、小池朝雄、名古屋章、神山繁、三谷昇、岸田今日子、文野朋子、加藤治子ら座員29名が脱退、福田恆存と現代演劇協会・劇団雲創立を発表
- 1963年12月：『喜びの琴』上演中止をめぐり、三島由紀夫、矢代静一、松浦竹夫、中村伸郎、北見治一、賀原夏子、丹阿弥谷津子、南美江、村松英子ら14名が脱退（のちに劇団NLT創立）
- 1977年：第11回紀伊國屋演劇賞団体賞受賞。
- 2003年：第37回紀伊國屋演劇賞団体賞受賞。
- 2010年：代表の戌井市郎が死去した後に加藤武が代表代行に就任。2015年5月に代表に。
- 2013年：「文学座アトリエの会」が、第20回読売演劇大賞芸術栄誉賞受賞。
- 2015年：第50回紀伊國屋演劇賞団体賞受賞[4]。
- 2016年：2015年に死去した加藤武の後を受け、江守徹が代表に就任[5]。
- 2022年：江守徹が代表を退任、角野卓造が代表に就任[6]。

## 主な座員

### 演技部員

#### 男優
- 江守徹
- 小林勝也
- 鵜澤秀行
- 清水幹生
- 田村勝彦
- たかお鷹
- 原康義
- 石田圭祐
- 早坂直家
- 脇田茂
- 石川武
- 高瀬哲朗
- 岡本正巳
- 斎藤志郎
- 大滝寛
- 中村彰男
- 加納朋之
- 得丸伸二
- 髙橋耕次郎
- 田中明生
- 廣田高志
- 清水明彦
- 高橋ひろし
- 大原康裕
- 吉野正弘
- 今村俊一
- 瀬戸口郁
- 藤川三郎
- 若松泰弘
- 沢田冬樹
- 鈴木弘秋
- 横山祥二
- 横田栄司
- 浅野雅博
- 岸槌隆至
- 櫻井章喜
- 林田一高
- 松井工
- 石橋徹郎
- 椎原克和
- 鍛冶直人
- 粟野史浩
- 木津誠之
- 神野崇
- 植田真介
- 川辺邦弘
- 佐川和正
- 亀田佳明
- 斉藤祐一
- 細貝光司
- 星智也
- 西岡野人
- 上川路啓志
- 田中宏樹
- 柳橋朋典
- 藤側宏大
- 山森大輔
- 高塚慎太郎
- 釆澤靖起
- 駒井健介
- 後田真欧
- 相川春樹
- 木場允視
- 萩原亮介
- 宮澤和之
- 越塚学
- 池田倫太朗
- 奥田一平
- 常住富大
- 杉宮匡紀
- 武田知久
- 川合耀祐
- 小谷俊輔
- 松浦慎太郎
- 村上佳
- 山岡隆之介

#### 準所属男優
- 稲岡良純
- キクチカンキ
- 比嘉崇貴
- 久米俊輔
- 成田裕生
- 山下瑛司

#### 女優
- 本山可久子
- 寺田路恵
- 玉井碧
- 吉野由志子
- 倉野章子
- 神保共子
- 新橋耐子
- 藤堂陽子
- 南一恵
- 山本道子
- 赤司まり子
- 小野洋子
- 中川雅子
- 富沢亜古
- 古坂るみ子
- つかもと景子
- 清水馨
- 塩田朋子
- 山本あゆみ
- 渡辺多美子
- 金沢映子
- 田中由美子
- 八十川真由野
- 山本郁子
- 山崎美貴
- 石井麗子
- 奥山美代子
- 郡山冬果
- 高橋紀恵
- 名越志保
- 三浦純子
- 目黒未奈
- 栗田桃子
- 太田志津香
- 北村由里
- 岡寛恵
- 鬼頭典子
- 浅海彩子
- 大野容子
- 添田園子
- 山田里奈
- 上田桃子
- 佐藤麻衣子
- 頼経明子
- 藤﨑あかね
- 松岡依都美
- 渋谷はるか
- 荘田由紀
- 鈴木亜希子
- 牧野紗也子
- 吉野実紗
- 永川友里
- 下池沙知
- 千田美智子
- 増岡裕子
- 梅村綾子
- 伊藤安那
- 鹿野真央
- 髙柳絢子
- 大野香織
- 日景温子
- 柴田美波
- 宝意紗友莉
- 音道あいり
- 乃村美絵
- 張平
- 松本祐華
- 小石川桃子
- 鈴木結里
- 平体まひろ
- 渡邊真砂珠
- 森寧々
- 片平友里絵
- sara

#### 準所属女優
- 石森咲妃
- 牧紅葉
- 夏八木映美子

### 演出部員
- 西川信廣
- 鵜山仁
- 松本祐子
- 高橋正徳
- 乘峯雅寛
- 所奏
- 五戸真理枝
- 西本由香
- 稲葉賀恵
- 生田みゆき

### 座友
- 川辺久造
- 角野卓造

## 故人
- 杉村春子
- 小瀬格
- 三津田健
- 七尾伶子
- 北村和夫
- 戌井市郎
- 荒木道子
- 飯沼慧
- 高原駿雄
- 麻志那恂子
- 松下砂稚子
- 稲野和子
- 今福将雄
- 加藤武
- 八木昌子
- 戸井田稔
- 矢吹寿子
- 坂口芳貞[7]
- 金内喜久夫[8]
- 太地喜和子
- 渡辺徹[9]
- 高橋克明

## かつて所属した主な俳優（元・文学座座員）
- 劇団雲参加者
  - 芥川比呂志
  - 加藤治子
  - 高木均
  - 仲谷昇
  - 小池朝雄
  - 内田稔
  - 西本裕行
  - 加藤和夫
  - 谷口香
  - 神山繁
  - 文野朋子
  - 岸田今日子
  - 三谷昇
  - 名古屋章
  - 高橋昌也
  - 村松英子
  - 西沢利明
  - 山﨑努
  - 北村総一朗（1期生）
- 徳川夢声
- 中村伸郎
- 宮口精二
- 南美江
- 賀原夏子
- 北城真記子
- 青野平義
- 北見治一
- 奥野匡
- 宮内順子
- 金子信雄
- 丹阿弥谷津子
- 大泉滉
- 高木均
- 斎藤邦唯
- 高橋幸治
- しめぎしがこ
- 樹木希林（1期生）
- 岸田森（1期生）
- 草野大悟（1期生）
- 小川眞由美（1期生）
- 寺田農（1期生）
- 橋爪功（1期生）
- 石立鉄男
- 細川俊之
- 加藤嘉
- 高橋悦史
- 下川辰平
- 大出俊
- 小野武彦
- 竜崎勝
- 赤座美代子
- 三浦真弓
- 服部妙子
- 藤田弓子（5期生）
- 宇津宮雅代（7期生）
- 村野武範（8期生）
- 西岡徳馬（9期生）
- 木村夏江
- 矢野間啓治
- 松田優作（12期生）
- 中村雅俊（13期生）
- 竹本和正（15期生）
- 森田順平（16期生）
- 山口裕章（元：ジャニーズJr.）
- 二宮さよ子
- 鈴鹿景子
- 田中裕子（18期生）
- 寺島しのぶ（32期生）
- 白鳥哲（2006年11月より大沢事務所へ移籍）
- 冷泉公裕
- 吉水慶
- 長谷川博己（41期生）
- 香月弥生（2006年11月より劇団四季に所属）
- 佐藤淳
- 内野聖陽（32期生/2011年12月よりスターダストプロモーションと業務提携）
- 福田裕子
- 林昭夫
- 平野正人
- 塾一久
- 菅生隆之（2017年6月よりフクダ&Co.に移籍）
- 村治学（2025年6月よりアミュレートに所属）
- 佐古真弓（2017年6月よりフクダ&Co.に移籍）
- 山像かおり（2017年6月よりフクダ&Co.に移籍）
- 今井朋彦
- 大場泰正
- 永宝千晶（2022年4月よりフクダ&Co.に移籍）
- 浦川麗子

## 文学座附属演劇研究所出身者
- 北村総一朗（1期生）
- 菅野菜保之（1期生）
- 寺田農（1期生）
- 樹木希林（1期生）
- 浜田晃（3期生）
- 桂玲子（3期生）
- 黒柳徹子（3期生）
- 宮本信子（3期生）
- 中山仁（4期生）
- 出口典雄（5期生）
- 小林千登勢
- 吉田日出子
- 清水綋治
- 串田和美
- 小島敏彦（7期生）
- 原田大二郎（7期生）
- 峰岸徹（7期生）
- 横光克彦（8期生） 政治家に転身し、政界引退後俳優復帰。(オフィス斬所属）
- 市毛良枝（9期生）
- 北村明子（10期生）
- 弥永和子（10期生）
- 滝田栄（10期生）
- 桃井かおり（11期生）
- 阿川泰子（12期生）ジャズシンガー
- 山西道広（12期生）
- 梅沢昌代（12期生）
- 本田博太郎（13期生）
- 神田紫（13期生)
- 宮内淳（14期生）
- 田山涼成（15期生）
- 内藤剛志（16期生）
- たいらいさお（15期生）歌手、NHK「おかあさんといっしょ」3代目うたのおにいさん
- 堀尾正明（俳優座→NHKアナウンサー→フリーアナウンサー）
- 松澤一之（17期生）
- 山下真司（17期生）
- 松本修（19期生）
- 渡辺徹（20期生）
- 小川菜摘（20期生）
- 大塚明夫（22期生）
- 又野誠治（22期生）
- 佐藤尚宏（22期生）
- 黒田崇矢（23期生）俳優、声優 （アクセルワン所属）
- 宇垣秀成（23期生）声優 （81プロデュース所属）
- 鈴木砂羽（33期生）
- 佐藤二朗（33期生）
- 波岡一喜（39期生）
- 斉藤慎二（43期生）芸人、ジャングルポケット（吉本興業所属）
- 竹尾一真（44期生）俳優、声優
- 堀口茉純（45期生）女優、歴史作家
- 花田ゆういちろう（54期生）NHK「おかあさんといっしょ」12代目うたのおにいさん
- チョー
- 三雲孝江（合格したが、アナウンサーになる道を選んだ）
- 川口雅代
- 高杉亘
- 上田陽司
- 高乃麗
- 村松えり
- 尾崎右宗
- 藤敏也
- 上楽敦子
- 松野芳子
- 勅使瓦武志
- 大滝進矢
- 岸野佑香
- 三田ゆう子
- 神宮司弥生

## かつての関係者
- 其田則男（其田事務所の社長）